# إيفان فيني
إيفان فيني (بالإنجليزية: Evan Finney)‏ هو لاعب كرة قدم أمريكي في مركز حراسة المرمى، ولد في 9 ديسمبر 1994 في سان فرانسيسكو في الولايات المتحدة. لعب مع ريال موناركس.